# イピリア
イピリア（Ipiria）は、オーストラリアの先住民アボリジニが崇拝していた精霊である。
グルートアイランド島の、関楠生訳では「アンゴロゴ川」の河口付近にあるヌマリカ沼に住み、この精霊が住むところは先住民にとって言ってはいけないところとされた。

## 解説
髪の毛と髭があり、虹色に輝く巨大なヤモリの姿をしており、いつも沼の底で眠っているが、
一年に一度だけ沼から這い出し、草と水で腹一杯になると、今度は腹の中のものを一気に空に吹き上げる。
それが雨雲と変わり、大地に大雨を降らし、雨期の到来を告げ、大地に豊穣を齎す（もたらす）と伝わる。アボリジニの人々は、雨雲と共に訪れる雷鳴はイピリアの鳴き声であると考えていた。
イピリアの棲む沼は神聖な聖域で、人間が足を踏み入れると、乾季が終わらなくなると言われており、イピリアの生息する沼に立ち入る事は禁忌とされている。